# Werratalbrücken Hedemünden

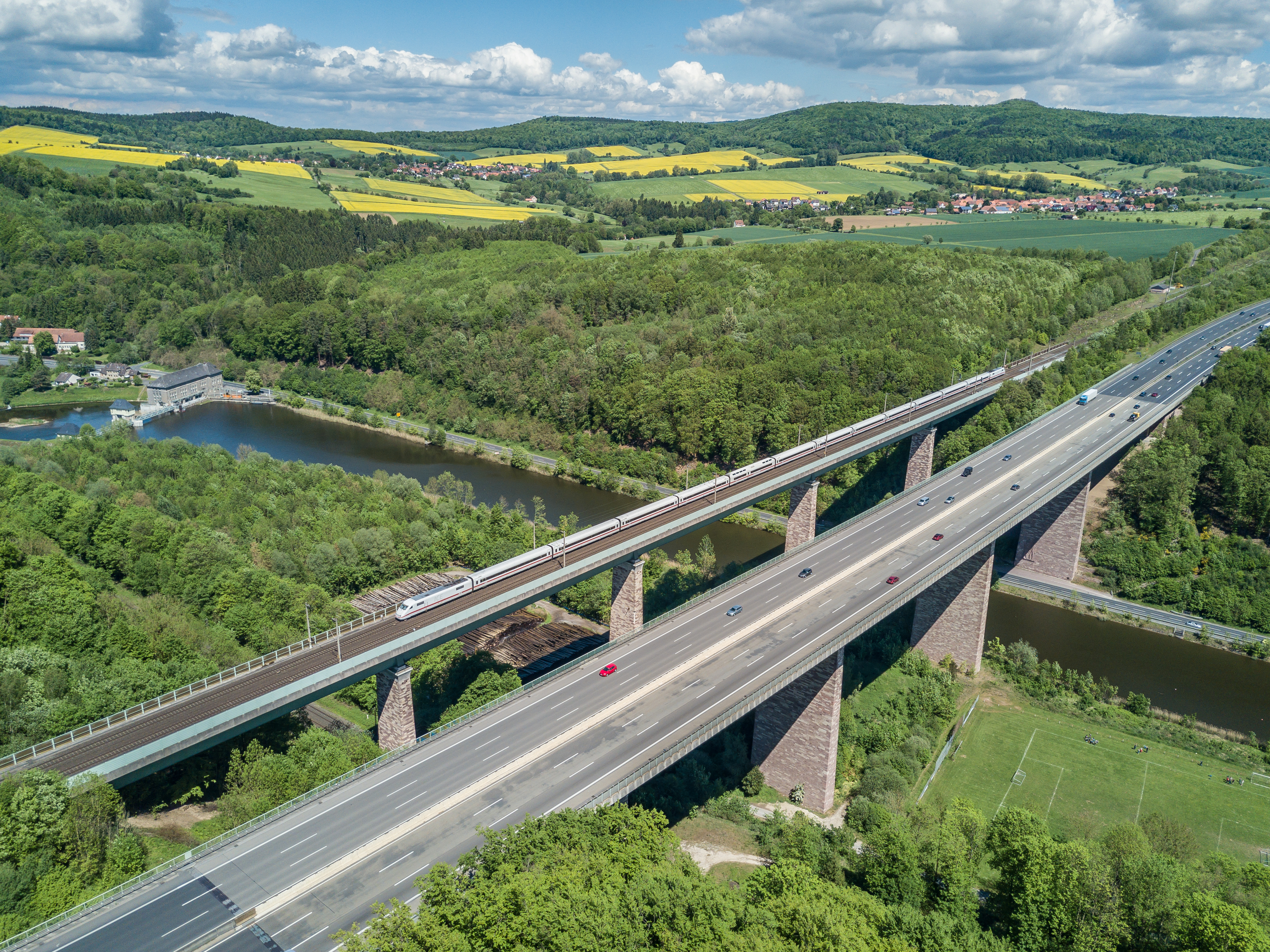
Luftbild der beiden Werratalbrücken von Süden (2017)

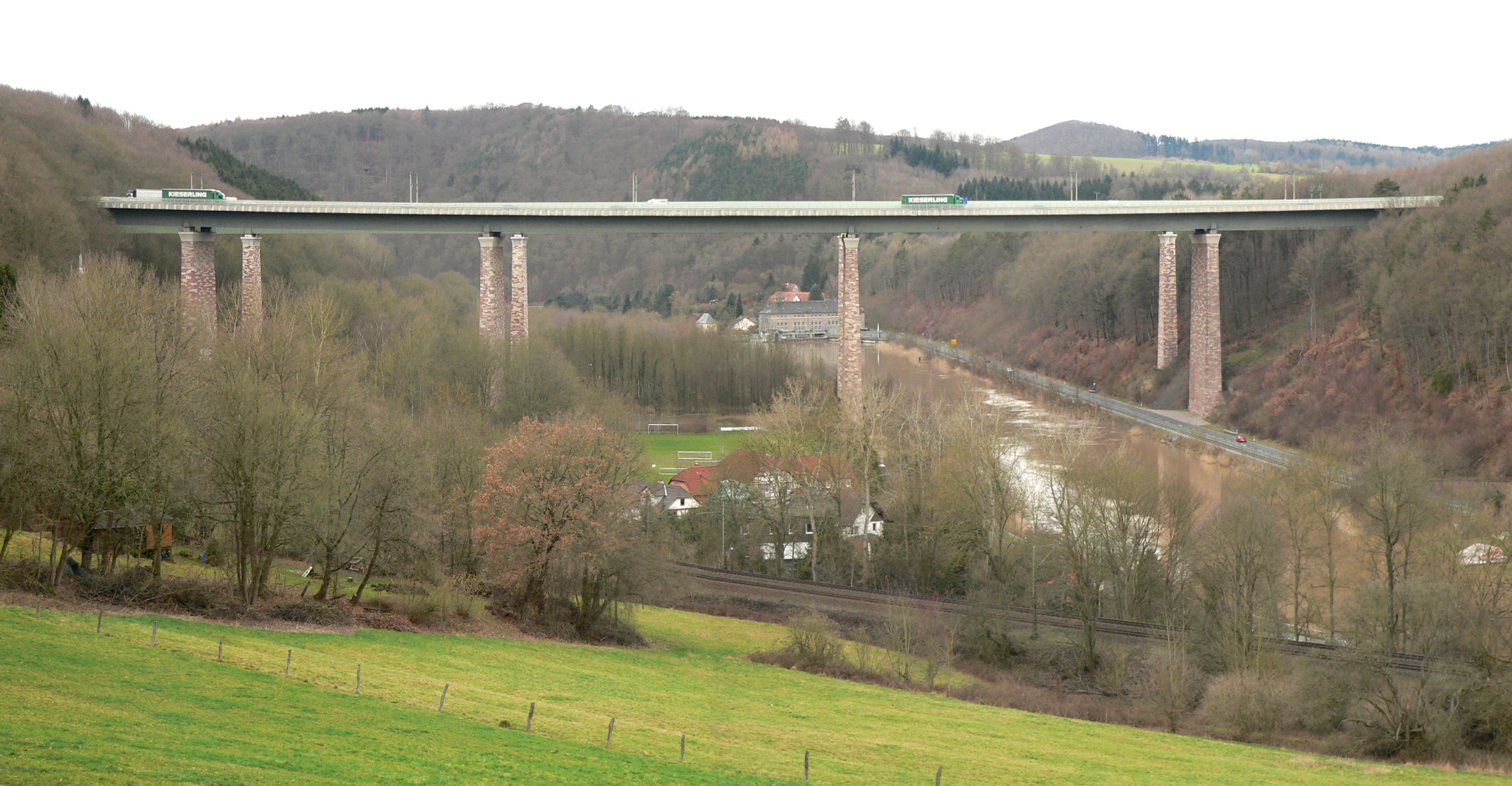
Blick auf die Brücken von Süden aus Laubach (2016)

Die Werratalbrücken Hedemünden bestehen aus einer älteren Autobahn-Talbrücke der A 7  und einer jüngeren Eisenbahn-Talbrücke der Schnellfahrstrecke Hannover–Würzburg. Sie befinden sich östlich von Hann. Münden in Südniedersachsen (Deutschland) beim Dorf Laubach. Die beiden parallel verlaufenden Bauwerke überspannen das Flusstal der Werra in einer Höhe von maximal 59 Meter über Grund. Die Werratalbrücken, die zu den höchsten Brücken in Niedersachsen zählen, sind Teil eines Verkehrsknotens, in dem sich eine Wasserstraße, zwei Bahntrassen, eine Autobahn, zwei Verkehrsstraßen und zwei Waldwege kreuzungsfrei begegnen. Die beiden landschaftsprägenden Verbundbrücken sind ähnlich gestaltet.

## Lage
Die beiden Werratalbrücken befinden sich etwa 4 km östlich von Hann. Münden und etwa 7,5 km westlich von Hedemünden, das eine Autobahnabfahrt hat und daher namensgebend für die Autobahnbrücke wurde. Der ursprüngliche Name der Abfahrt war allerdings „Werratal“. In unmittelbarer Nähe der Brücken liegt etwa 500 m südlich das Dorf Laubach, ein Ortsteil von Hann. Münden.
Schon in den ersten Planungen der HaFraBa-Reichsautobahn gehörten auf dem Abschnitt Göttingen–Kassel die steilen Berge und Täler Nordhessens und Südniedersachsens zum technisch schwierigsten Teil der Strecke von Hamburg nach Basel. Anfangs sahen die Planungen vor, die Autobahn weit entfernt von Hann. Münden, bei Veckerhagen über die Weser zu führen, um dann westlich an Kassel vorbei nach Süden zu gelangen. Gegen diese Trasse regte sich jedoch Widerstand. Zum einen, da der Reinhardswald durchschnitten wurde, zum anderen, weil durch die Überquerung der Wilhelmshöher Allee in Kassel eine Beeinträchtigung des Stadtbildes befürchtet wurde. Daher beschloss die Oberste Bauleitung der Kraftfahrbahnen in Kassel eine Strecke nahe an Hann. Münden vorbei über den Kaufunger Wald, mit stärkeren Steigungen und einer Brücke über das tief eingeschnittene Werratal.

## Autobahnbrücke

### Brücke von 1935–1937 (Autobahnbrücke I)

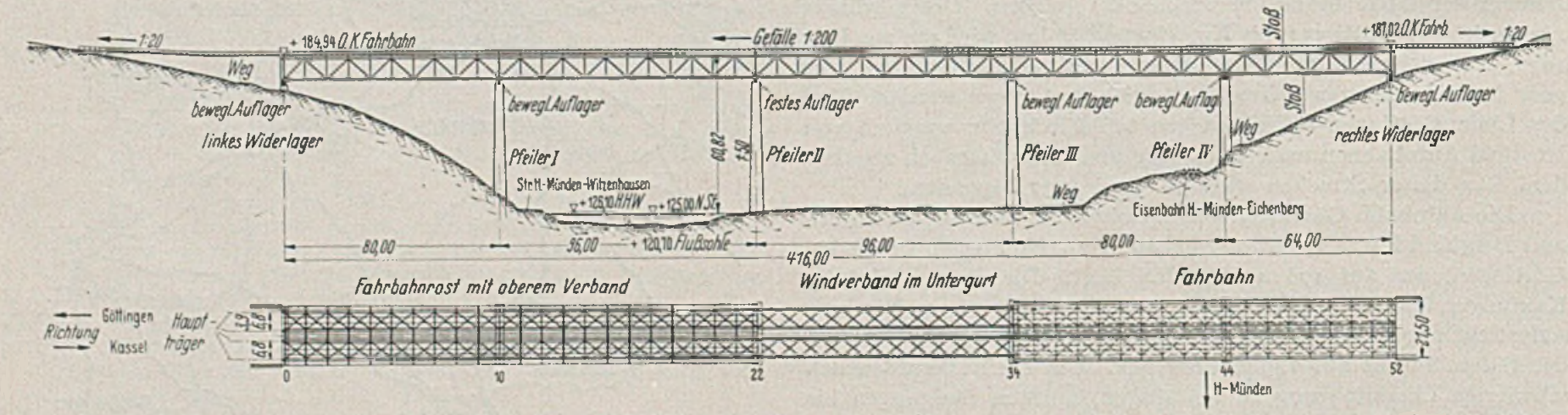
Ausführungsentwurf von 1935

Baubeginn an der ersten Autobahn-Werratalbrücke war am 15. Oktober 1935. Nach fünfzehn Monaten Bauzeit war am 9. Januar 1937 Richtfest. In den Reden wurde „eine der allergrößten Brücken des Dritten Reiches – zugleich das herrlichste Bauwerk der schönsten mitteldeutschen Baustrecken“ gepriesen. Am 20. Juni 1937 wurde der Reichsautobahn-Abschnitt zwischen Göttingen und Kassel für den Verkehr geöffnet.
Die Gesamtplanung lag bei der Obersten Bauleitung der Kraftfahrbahnen (OBK) Kassel, ab 1935 umbenannt in Oberste Bauleitung der Reichsautobahnen (OBR) Kassel. Die oberste Bauleitung hatte deren Direktor Otto Liebetrau inne. In Veröffentlichungen hieß es anspruchsvoll, dass für die Brücke „an deren Formgebung die namhaftesten Ingenieure und Architekten mitgewirkt haben“. Das Gesamtprojekt von Planung, Gestaltung, Baustelleneinrichtung und Baubetrieb wurde von Reichsbahnrat Immo Zillinger von der OBK Kassel sowie seinen Ingenieurskollegen Hellmuth Oeser und Wendt in Fachzeitschriften 1937 und 1938 ausführlich beschrieben, ohne dass beide darin ihre eigene Position nannten. Sie dürften zusammen in der Projektleitung der Autobahnbrücke verantwortlich gewesen sein. Das Brückenbauwerk weist insbesondere bei der Pfeilergestaltung eine auffällige Ähnlichkeit zur gleichzeitig entstandenen, noch etwas höheren Autobahnbrücke Siebenlehn in Sachsen auf.
Die Tiefbauarbeiten wurden von der Bauunternehmung Polensky & Zöllner aus Köln ausgeführt; dieselbe Firma stellte auch den Eisenbeton der Fahrbahntafel her. Für die Stahlkonstruktion waren die Firmen Louis Eilers Stahlbau aus Hannover und C.H. Jucho aus Dortmund gemeinsam beauftragt. Die Werksteinlieferungen überwachte Baumeister Carl Linnenberg aus Stadtoldendorf.
Die Werratal-Autobahnbrücke war zwischen den Enden der Flügel 532 m lang, die Fahrbahn lag 61 m über der Werra. Die Hauptträger waren Fachwerkbalken von 8 m Höhe (unterteilte Warren-Fachwerkbrücke), die über fünf Öffnungen von 80+96+96+80+64 m = 416 m durchliefen. Die Querträger lagen beweglich auf den Hauptträgern. Die Fahrbahntafel bestand aus Eisenbeton. Die Brücke war zwischen den Geländern 21,50 m breit. Die für das Erscheinungsbild besonders markanten bis zu 50 m hohen Brückenpfeiler haben einen Vollquerschnitt, einen Pfeileranzug von 50:1 und unten Abmessungen von 5 auf 23 m. Die Brückenwiderlager waren aus Stampfbeton hergestellt und mit Wesersandsteinquadern verkleidet. Anders als später nach den Wiederauf- und Umbauten trugen die Brückenpfeiler oben ursprünglich ein Gesims aus rotem Sandstein, das 40 cm hoch war und 20 cm vorsprang.
Herbeigeschafft und verbaut wurden 7.500 Tonnen Zement, Zuschlagstoffe für 21.300 Kubikmeter Beton und 7.700 Kubikmeter Eisenbeton, 970 Tonnen Rundeisen sowie 12.000 Quadratmeter Sandsteine. Hinzu kamen 3.900 Tonnen Stahlkonstruktionen und 300 Tonnen Hilfskonstruktionen für den Stahlbau. Es war damals die „längste und in Bezug auf den Materialverbrauch (...) größte Reichskraftfahrbahnbrücke Deutschlands“. Baubetrieb und Baustelleneinrichtung mit eigenem Baustellen-Anschlussbahnhof im Tal waren aufwändig. Die Gesamtkosten betrugen 4,15 Millionen Reichsmark.
Die Mauerwerksgestaltung der Autobahnbrücke galt sofort als vorbildlich und wurde 1938 in einem von Werner Lindner und Friedrich Tamms bearbeiteten und vom Deutschen Bund Heimatschutz herausgegebenen „Mauerwerk“-Bildband präsentiert. Überhaupt wurde auf die Gestaltung der Autobahnbrücke größter Wert gelegt, was Zillinger als mitverantwortlicher Planer der Autobahnbrücke folgendermaßen ausdrückte:
„Die Brückenstelle liegt in einer hervorragend schönen Gegend. Das Werratal mit seinen Wiesen und Wäldern bildet das Ziel vieler Ausflügler aus Kassel, Münden und  Göttingen. Es kam also darauf an, ein Bauwerk zu schaffen, das die liebliche Landschaft nicht stört, das vielmehr selbst den Beschauer erfreut.“
Dazu trug auch die Vormauerung der Pfeiler und Widerlager mit Quadern aus heimischem Sandstein bei, dessen Material aus zwölf Steinbrüchen aus einem Gebiet zwischen Werra und Solling stammte.
Unter anderem lieferte ein Steinbruch westlich des Ortes Sattenhausen im östlichen Teil des Landkreises Göttingen dunkelroten Werksandstein. Dieser heute noch gut erkennbare Steinbruch lag etwa 35 Straßenkilometer von der Baustelle entfernt. Die ausgewählten Steine waren weiß, hellrot und dunkelrot. Im unteren Teil der Pfeiler überwogen die dunkelroten Steine und im oberen Teil die weißen; durch diese Anordnung wollte man den Eindruck der Schlankheit der Pfeiler optisch noch erhöhen. Die Schichthöhen wechselten von 24 bis 69 Zentimeter; die Ecksteine waren bis zu einen Meter hoch. Um einen guten Verbund zwischen Stein und Beton zu erreichen, nahm man 30, 40 und 50 Zentimeter tiefe Steine. In Anlehnung an bereits vorhandene alte Eisenbahnbrücken über Werra und Fulda wurden die Steinoberflächen steinmetzmäßig gekrönelt und mit Randschlag versehen.

### Kunst am Bau, Brückenanblick und Ausblicke

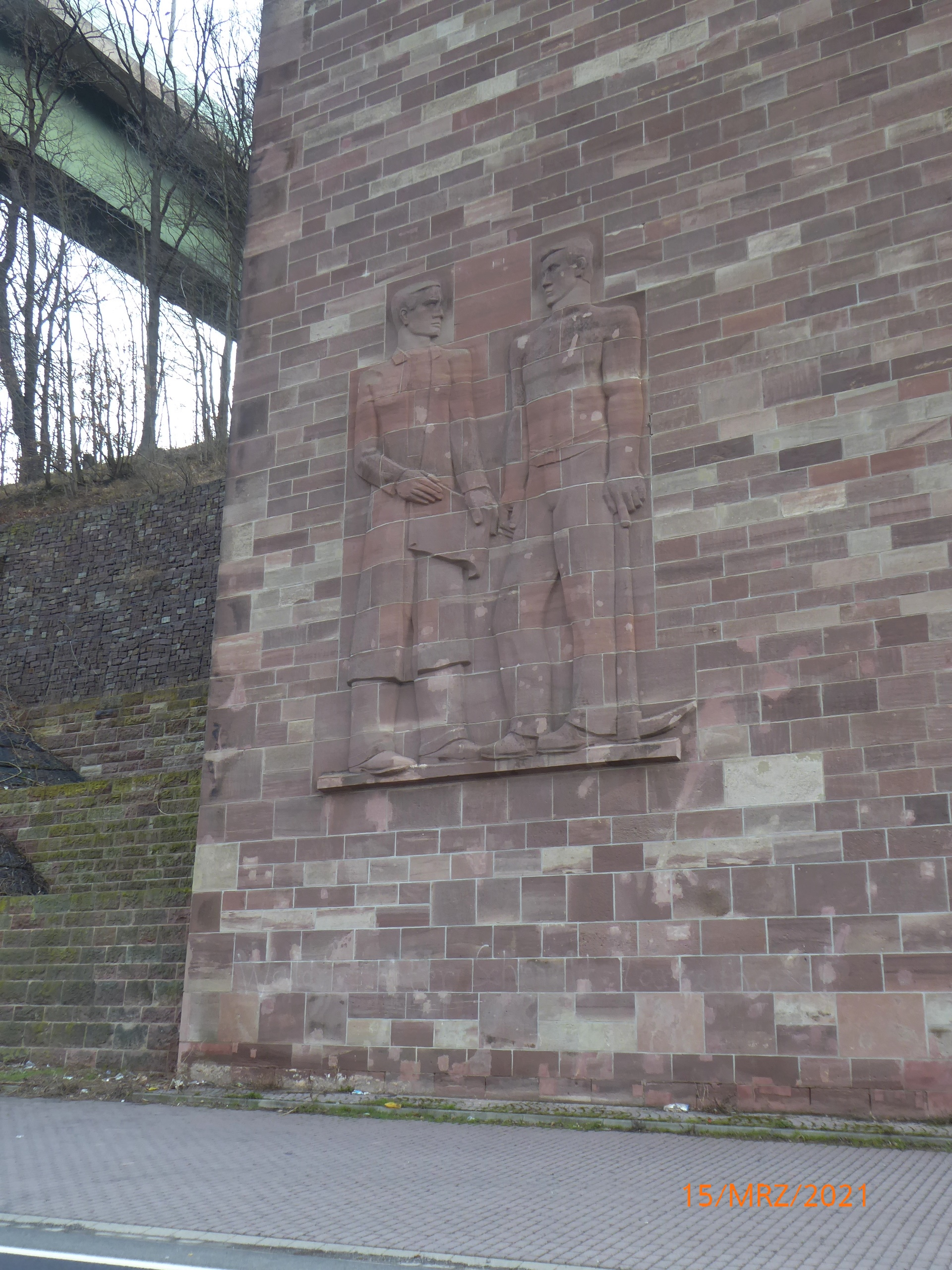
Monumentalrelief von Kurt Lehmann am Pfeiler I (2021)

Die Werratalbrücke, wie der gesamte Reichsautobahnbau in der Zeit des Nationalsozialismus, war eingebunden in ein ästhetisches Konzept der Landschaftsgestaltung, des Tourismus sowie der Verherrlichung der Ingenieurbaukunst.
So umfasste das Brückenbauprojekt von 1935–37 auch Kunst am Bau, die seit 1935 für alle öffentlichen Neubauten vorgeschrieben war. Am nördlichen Pfeiler (Pfeiler I) befindet sich, der Autostraße und der Bahnlinie zugewandt, ein monumentales Relief in der Sandsteinplattenverkleidung. Es ist ein frühes Werk des später bekannt gewordenen Bildhauers Kurt Lehmann aus Kassel. Die Figuren sind 7,50 m hoch und ihre Füße stehen 5,80 m über der Straße. Dargestellt sind ein Arbeiter, erkennbar an der Spitzhacke, und ein Ingenieur, erkennbar am Planpapier, die sich im gleichberechtigten Gespräch begegnen, was die Gemeinschaftsleistung von Ingenieurkunst und Bauausführung symbolisieren sollte. Beim Pfeilerbau waren an dieser Stelle eigens ausgesucht große, durchweg rote Steine mit Fugen von nur 6 mm eingefügt worden. Aus ihnen arbeitete Lehmann auf der Baustelle während 10 Wochen die Figuren heraus, die bis zu 30 cm aus der Pfeilerfläche hervorstehen. Rechts unten befindet sich die Signatur des Künstlers.
Die äußere Gestaltung des Ingenieurbauwerks im landschaftlich reizvollen Werratal sollte harmonisch und monumental zugleich wirken. Eine relativ harmonische Gestaltung des die Tallage beherrschenden Bauwerks wurde durch die schlanken (und deswegen geböschten) Pfeiler bewirkt, die zusammen mit den mächtigen Widerlagern, wie bei vielen Autobahnbrücken, „nach dem Willen des Führers“ Adolf Hitler mit heimischem Sandsteinmaterial verkleidet wurden. Das Bauwerk war von Anfang an auch als technische Sehenswürdigkeit gedacht, was eine Reihe von bereits im Juni 1937 aufgelegten Ansichtskarten belegt. Sie preisen die Werratalbrücke als eines „der größten Bauwerke der Reichsautobahnen“. Zur Verherrlichung des fertigen Brückenbaus gehören ein Gemälde des Autobahnmalers Ernst Vollbehr aus dem Jahr 1938, aber auch künstlerische Darstellungen der Baustelle.
Doch auch Ausblicke von der Brücke aus sollten ermöglicht werden. Damit war weniger der Blick aus dem fahrenden Auto gemeint, als vielmehr eine Rast mit einem Spaziergang zu einer „Vorhof“ genannten Aussichtsterrasse, die es auch an der Werratalbrücke gab.
Hellmuth Oeser (1938): „Eine große Anzahl von Kraftfahrern fährt nämlich mit großer Geschwindigkeit über die Bauwerke hinweg. Andere aber halten vor oder hinter den Brücken an und steigen aus, um sich das Bauwerk selbst anzusehen oder die schönen Ausblicke zu genießen, wodurch dann der Verkehr auf der Autobahn empfindlich gestört wird und unnötige Gefahren entstehen.“
Immo Zillinger (1937):
„Von den Vorhöfen aus bieten sich dem Beschauer herrliche Blicke ins Werratal. Man kann auch auf bequemen Fußwegen seitlich gelegene Aussichtspunkte erreichen. Im Anschluß an die Vorhöfe hat man Parkplätze geschaffen, und zwar für jede Fahrrichtung einen hinter der Brücke, so daß der Fahrer zunächst über die Brücke fährt und dann die Möglichkeit findet, den Wagen abzustellen und zu Fuß das Bauwerk und die Gegend in Muße zu betrachten. Durch die Vorhöfe sollen auch die Fahrer darauf hingewiesen werden, daß sie an dieser Stelle über ein großes Bauwerk kommen. In jeder Fahrrichtung steht am Anfang des Vorhofes ein gewaltiger Stein mit der Inschrift „Werra“. Das Gewicht eines solchen Sandsteinquaders beträgt 11 t.“
Ernst K. Reyer (1937):
„Von der Brücke bietet sich unseren Augen ein Anblick von unendlicher Schönheit. Weit schweift das Auge über Berge und Wälder, über Wiesen und Wasser. Ein Eisenbahnzug donnert 60 m tief unter uns durch das liebliche Werratal. Auf der Höhe der beiden Ufer sind Parkplätze für Kraftwagen vorgesehen, damit ihre Insassen in Ruhe den wundervollen Blick von der Höhe hinab ins Tal genießen können.“
Helmut Woite (1939):
„Ausreichende Rastplätze an beiden Brückenköpfen geben dem Kraftfahrer Gelegenheit, die Kunst deutscher Ingenieure und Handwerker zu bewundern.“
Am nördlichen Brückenkopf soll es sogar eine „Tankanlage“ gegeben haben. Wegen der gefährlichen Ausfahrt sind die Park- bzw. Rastplätze an den Brückenköpfen später geschlossen worden. Reste davon sind in Fahrtrichtung Göttingen vor Ort noch zu sehen, ebenso wie Reste eines zugehörenden „Aussichtsplatzes“ im Wald und einer Besuchertreppe hinab zur Werra.

### Kriegszerstörung 1945, Unfälle, Provisorium
Die Autobahnbrücke wurde gegen Ende des Zweiten Weltkrieges am 5. April 1945 von der Wehrmacht gesprengt, um die vorrückenden amerikanischen Truppen aufzuhalten. In der Folge geschahen einige schwere Autounfälle wegen der unzureichend abgesicherten Abbruchstelle. Das tragischste Unglück ereignete sich am 18. Juli 1945, als ein mit 57 Personen vollbesetzter Postbus mit Anhänger vom Laubacher Berg herab ungebremst über den Brückenabbruch raste und 30 Meter in die Tiefe stürzte. Viele Insassen des Busses waren sofort tot, einige schwer verletzt. Noch während der ersten Rettungsmaßnahmen fuhr ein Lastwagen ebenfalls über die Kante und schlug mitten in den Verbandsplatz. Am Ende dieses Tages zählt man 40 Tote und mehr als ein Dutzend Schwerverletzte. Als Reaktion auf die Ereignisse wurde die Brückenzufahrt mit einem Erdwall zusätzlich gesichert.
Nach Kriegsende diente im Tal eine von britischen Pionieren gebaute Behelfsbrücke sieben Jahre lang dem Autobahnverkehr über die Werra.

### Wiederaufbau 1950–1952 (Autobahnbrücke II)

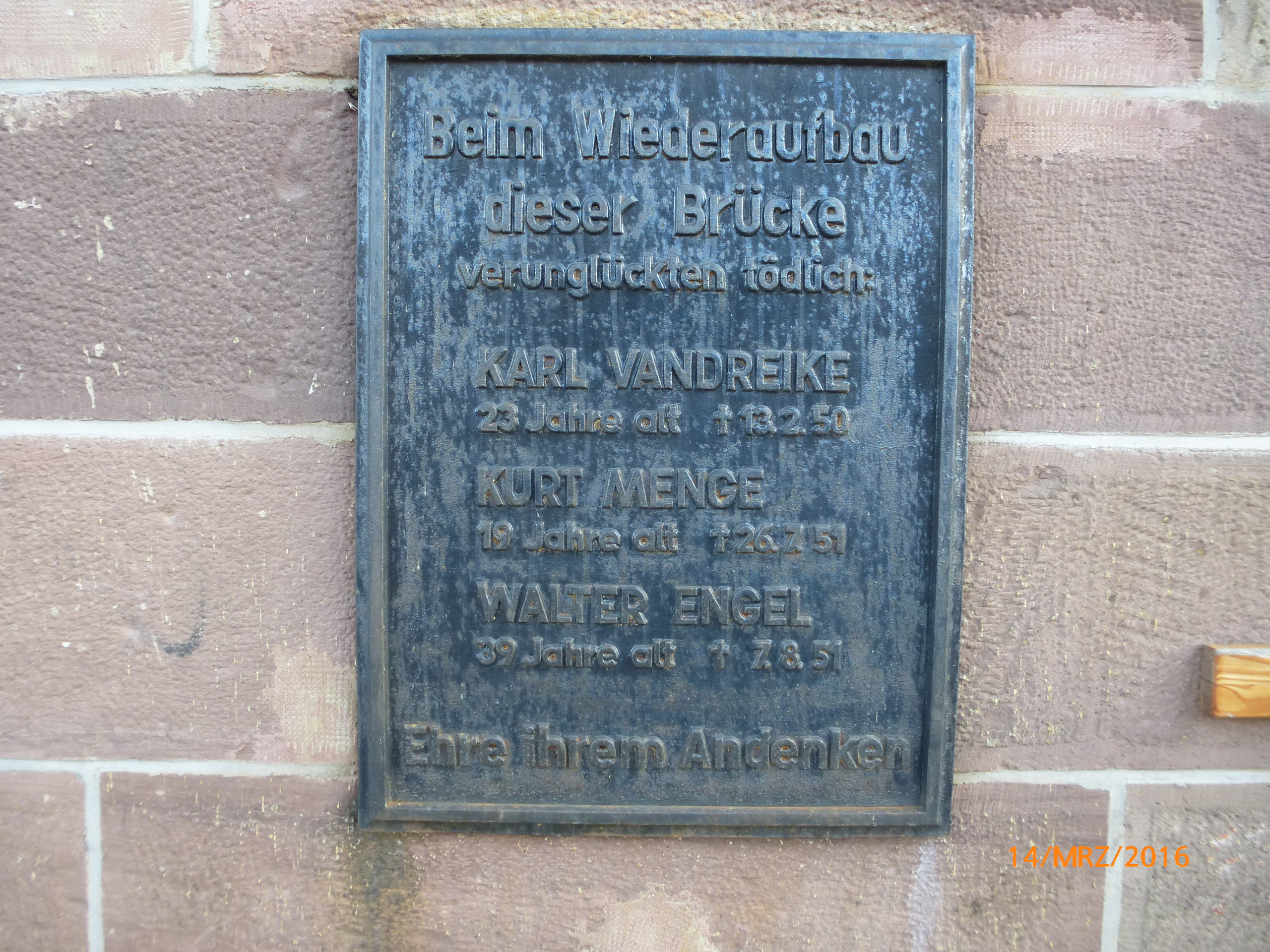
Gedenktafel für drei Baustellen-Tote 1950 und 1951 beim Brückenwiederaufbau (2016)

Der Wiederaufbau der Autobahnbrücke erfolgte 1950–1952 mit unveränderten Stützweiten, nun im Überbau aber mit einer Stahlvollwandträgerkonstruktion (zweistegige Balkenbrücke). Der Überbau einer Richtungsfahrbahn wurde zu Vergleichszwecken mit einer orthotropen Fahrbahnplatte und der anderen mit einer Stahlbetonverbundplatte ausgeführt. Zwei Pfeiler mussten komplett erneuert werden. Die Gesamtkosten des Brückenwiederaufsbaus beliefen sich auf sechs Millionen Deutsche Mark.
Der Wiederaufbau der Brücke beseitigte einen gravierenden Mangel der 1930er Jahre. Der Überbau hatte eine konstante Längsneigung von 1:200. Verbunden mit einem Neigungswechsel ohne Ausrundungen an den Brückenden entstanden fahrdynamische Unstetigkeiten, so dass längere Fahrzeuge auf der Fahrbahn aufsetzten und Schaden nahmen. Der neue Brücken-Überbau wurde mit einer Wannenausbildung (d. h. durchhängendem Längsprofil) ausgebildet.
Bei den Bauarbeiten 1950/51 kamen drei Bauarbeiter ums Leben, woran eine metallene Inschriftenplatte am an der Bundesstraße stehenden nördlichen Pfeiler erinnert.

### Umbau 1987–1993 (Autobahnbrücke III)
Anlass des großen Umbaus von März 1987 bis November 1993 war die Verbreiterung der Autobahn von vier auf sechs Fahrstreifen. Dazu wurden die Überbauten gegen Stahlverbundhohlkästen ausgetauscht. Der Umbau ging mit einer Umgestaltung der Pfeilerköpfe einher, die nun mit starken Kehlen versehen wurden. Die Baukosten betrugen ungefähr rund 75 Millionen Deutsche Mark.
Kurz vor Baubeginn wurde die Autobahnbrücke im Mai 1985 ins Denkmalverzeichnis eingetragen und 1992 erwähnte das renommierte Dehio Handbuch der Deutschen Kunstdenkmäler die Brücke als besonderes technisches Baudenkmal wegen der hohen „kühnen“ Pfeiler.
Die Verbreiterung der Autobahnbrücke sollte zur Verminderung von Eingriffen eigentlich zeitgleich mit dem Neubau der benachbarten Eisenbahnbrücke durchgeführt werden. Schließlich wurde der Umbaubeginn der Autobahnbrücke jedoch zeitlich vorgezogen, um dann im weiteren Verlauf weitgehend parallel mit dem Bau der Eisenbahnbrücke zu erfolgen.

#### Konstruktion
Die Trasse der Autobahn hat im Bereich der Brücke eine Wannenausbildung und steigt in Richtung der Widerlager mit ungefähr 5 Prozent. Die 51 m hohen und 21 m breiten Pfeiler sowie die Widerlager sind wiederum mit Buntsandstein verkleidet, bestehen zum großen Teil noch aus dem Stampfbeton der ersten Konstruktion von 1937 und haben eine Flachgründung. Die Gesamtstützweite der fünffeldrigen Brücke beträgt 79,93 m + 95,97 m + 96,00 m + 80,00 m + 64,00 m = 415,90 m. Die Konstruktionshöhe ist konstant 5,85 m. Die Fahrbahnplattenbreite der beiden Stahlverbundhohlkästen beträgt je 14,7 m, die Bodenplatten der Hohlkästen haben eine Breite von 4,0 m.

#### Bauausführung des Umbaus
Zuerst wurde neben der bestehenden Brücke der neue westliche Überbau auf vier Hilfspfeilern aus Stahlbeton mit den Außenabmessungen von 4,0 m × 6,0 m errichtet. Nach der Verlegung während des weiter laufenden Verkehrs erfolgten der Abbruch der alten Brücke, eine Verbreiterung und Verlängerung der (nun mit einem hell abgesetzten Kehlgesims versehenen) Pfeilerköpfe und die Montage des östlichen Überbaus. Im Folgenden wurde der Verkehr auf den östlichen Überbau umgelegt und der westliche Überbau von den Hilfspfeilern auf die Hauptpfeiler querverschoben. Abschließend erfolgte der Abbruch der Hilfspfeiler.

Die Autobahnbrücke von 1987–93
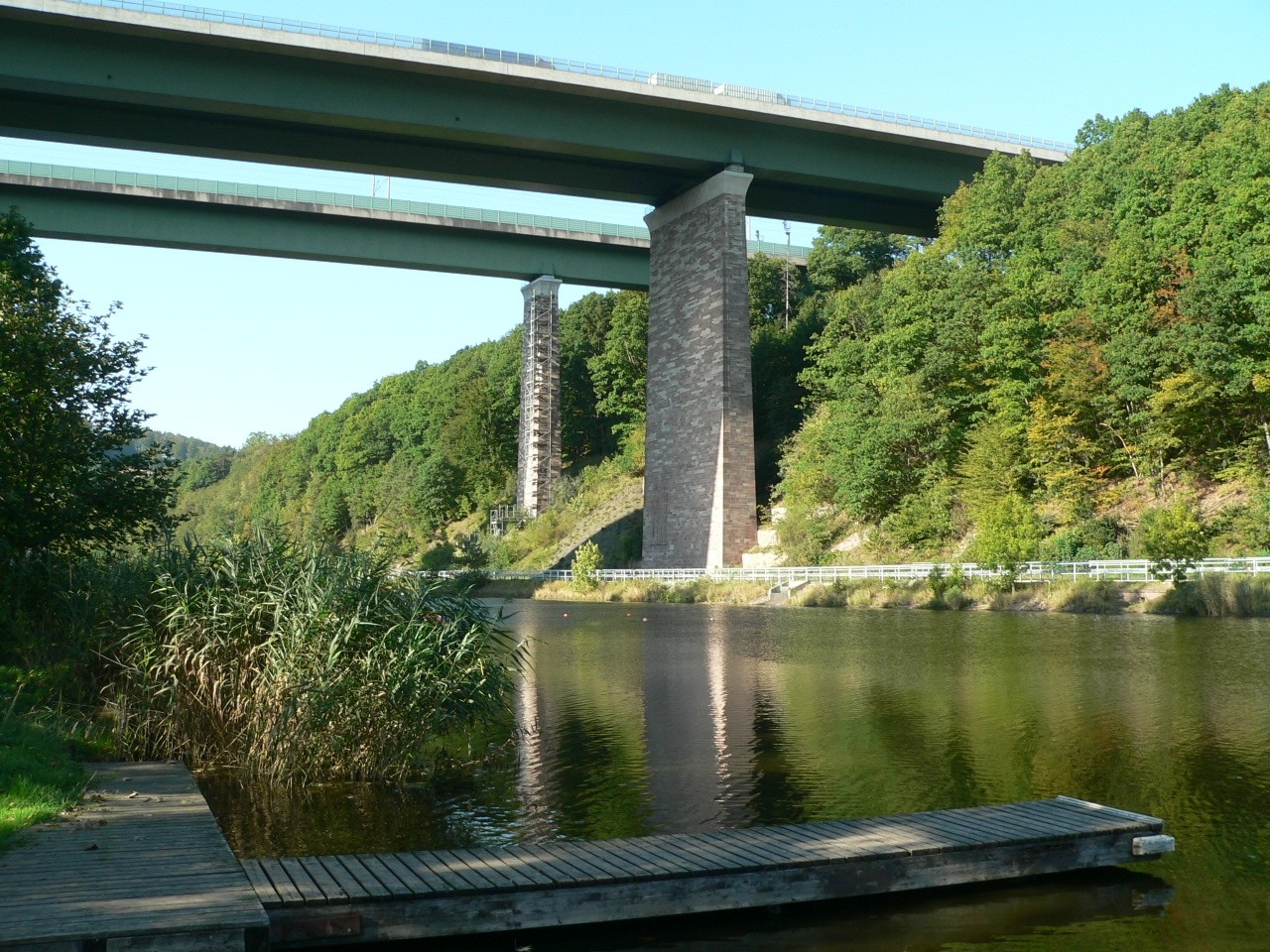
Blick von Südosten, im Vordergrund die Autobahnbrücke (2006)
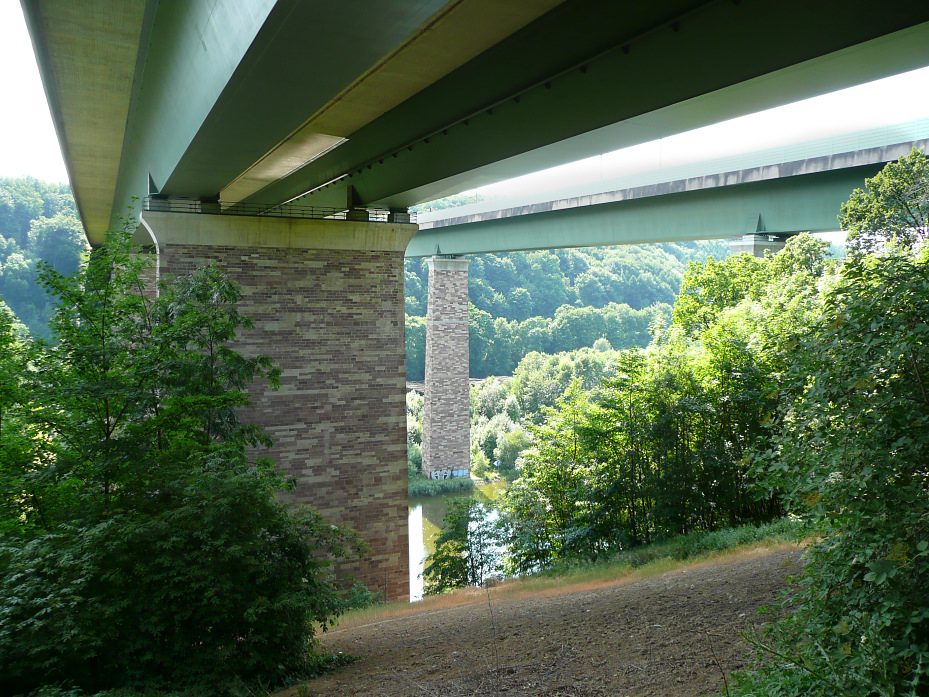
Blick unter die Autobahnbrücke und auf die Eisenbahnbrücke (2008)
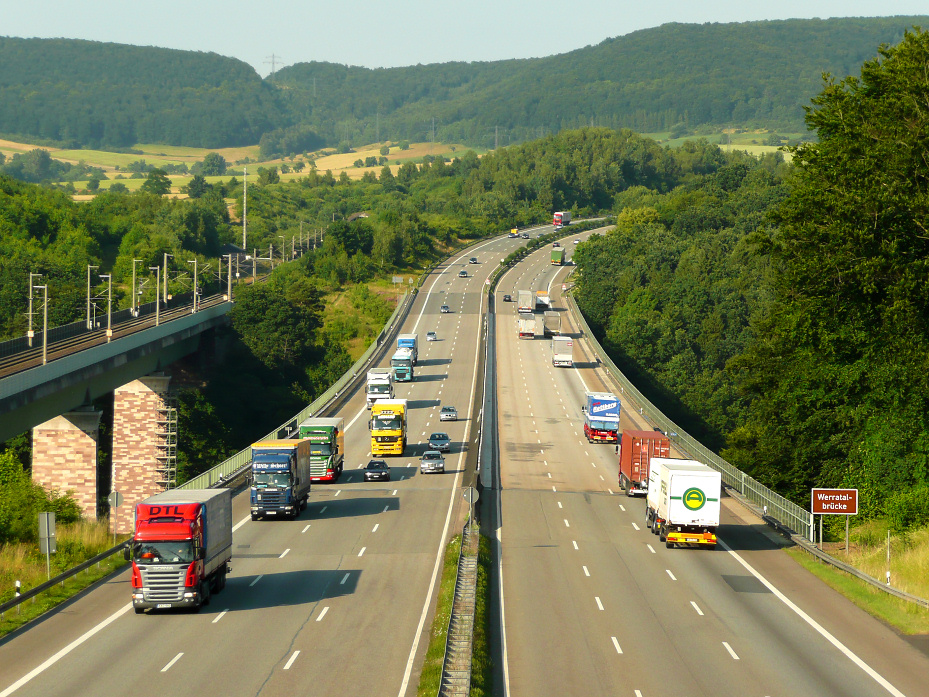
Blick von der Brücke der Kreisstraße 226 nach Nordosten auf die Autobahnbrücke, links die Bahnbrücke (2008)

## Eisenbahnbrücke
Das zweigleisige Eisenbahnüberführungsbauwerk mit 415,5 Meter Länge ist Teil der ICE-Schnellfahrstrecke Hannover–Würzburg (Streckenkilometer 120,5). Die Bahnbrücke wurde in den Jahren 1986 bis 1989 gebaut, die Kosten betrugen ungefähr 20 Millionen Euro. Unmittelbar südwestlich der Brücke beginnt der Mündener Tunnel, der zweitlängste Eisenbahntunnel Deutschlands. 700 m weiter nordöstlich folgt, nach einem Abschnitt mit der Überleitstelle Lippoldshausen, der Rauhebergtunnel. Nördlich der Brücke steigt die Strecke, bis zum Überholbahnhof Jühnde um rund 96 Höhenmeter an.

### Planung
Die Werratalbrücke galt während der Planung als eines der umstrittensten Bauwerke des Neubaustreckenabschnitts Kassel–Göttingen. In der Vortrassierung der Neubaustrecke von 1972/1973 war in der Variante Göttingen die Querung der Werra ebenfalls nördlich von Laubach vorgesehen gewesen. Über Notwendigkeit, Standort und Gestaltung der Brücke diskutierten Bahn, Mündener Bürger, Stadt und Behörden mehrere Jahre.
Als die Eisenbahnbrücke geplant wurde, lagen auch bereits Pläne für den Ausbau der Autobahn von vier auf sechs Fahrstreifen vor. Das Ergebnis des Raumordnungsverfahrens sah daher eine Eisenbahn-Talbrücke vor, die so dicht wie technisch möglich neben der Autobahnbrücke stehen sollte aus Gründen der Verkehrswegebündelung. Dies entsprach einem Abstand von 58 m. Das zunächst favorisierte Konzept, drei Brücken (je eine für die beiden Richtungsfahrbahnen der Autobahn und eine für die Eisenbahnstrecke) zu bauen, stieß auf erbitterten Widerstand. Diese Drei-Brücken-Lösung wurde von der Stadt Hann. Münden, dem Landkreis Göttingen und der Bezirksregierung Braunschweig abgelehnt. Sie befürchteten eine zu große Anhäufung von Bauwerken mit einer Beeinträchtigung der Talsicht sowie Vegetationsschäden im Tal und forderten daher gemeinsam eine Ein-Brücken-Lösung für Autobahn und Neubaustrecke.
Letztlich luden das Niedersächsische Ministerium für Wirtschaft und Verkehr und die Deutsche Bundesbahn 1982 fünf Ingenieurbüros zu einem Ideenwettbewerb ein. Eine Jury aus elf Fachleuten wählte am 28. April 1983 aus sieben Vorschlägen zwei Favoriten aus. Dies waren eine kombinierte Bahn- und Straßenbrücke auf den bestehenden Pfeilern – die Gleise der Bahn-Neubaustrecke sollten unterhalb der Fahrbahnen der Autobahn geführt werden – und eine Zwei-Brücken-Lösung. Vier der fünf Arbeitsgruppen hatten eine Ein-Brücken-Lösung bevorzugt, eine sprach sich für eine Zwei-Brücken-Lösung aus. Die Jury votierte schließlich mit sechs zu fünf Stimmen für die von Fritz Leonhardt entwickelte „Doppelstock-Lösung“.
Allerdings sprach sich der Bundesminister für Verkehr gegen die Doppelstock-Lösung aus. Gegen eine Doppelstock-Lösung hätten Anfälligkeit und Risiken aus unfallbedingten Schäden, Zweifel an der Standsicherheit bei der geplanten Nutzung der bestehenden Pfeiler, 30 Prozent höhere Kosten und der hohe bauliche Aufwand der notwendigen Linienzusammenführung der beiden Trassen gesprochen. In seinen Memoiren bezeichnete der zum Zeitpunkt der Entscheidung 74 Jahre alte Leonhardt, einen „[s]einer schönsten Brückenentwürfe“ nicht zu bauen, als Enttäuschung. Die Brücke sei so entworfen worden, dass selbst unwahrscheinliche Unfälle auf der Autobahn die Sicherheit der Eisenbahnbrücke nicht gefährdet hätten. Die Zwei-Brücken-Lösung ging damit in das Planfeststellungsverfahren.

### Gründung und Unterbauten, Überbau, Bauausführung
Die Gründung der Pfeiler und Widerlager erfolgte flach auf dem vorhandenen Buntsandstein. Das südliche Widerlager ist der Festpunkt der Brücke, welcher horizontale Kräfte von maximal 14 MN aus dem Bremsen oder Anfahren der Züge in den Baugrund abtragen muss. Am nördlichen Widerlager treten maximale Längsverformungen von 55 cm auf, dort ist auch ein Schienenauszug vorhanden. Die ungefähr 10 m breiten Pfeiler haben einen Hohlquerschnitt, sind innen begehbar und von außen mit Sandstein verkleidet. Sie verjüngen sich mit einem Anzug von 50:1 nach oben.
Der Überbau ist als Durchlaufträger mit fünf Feldern konstruiert. Die Querschnittsform besteht aus einer Stahlverbundkonstruktion mit einem einzelligen Hohlkastenquerschnitt. Die Stege des Hohlkastens sind über 0,75 m breite Gurte, auf denen Kopfbolzendübel aufgeschweißt sind, mit der in Querrichtung vorgespannten Stahlbetonfahrbahnplatte verbunden. Der trapezförmige Hohlkasten hat oben eine Breite von 7,0 m und unten von 5,0 m. Bei einer Überbaubreite von 14,3 m betragen die Stützweiten 76,0 m + 96,0 m + 96,0 m + 80,0 m + 67,5 m. Die konstante Konstruktionshöhe von 6,59 m entspricht einer Schlankheit von ungefähr 1/15 der maximalen Stützweite. Bei der Fahrbahnplatte wurde auf die übliche Längsvorspannung des Betons im Abschnitt über den Pfeilern verzichtet. Da die erstmals ausgeführte Bauweise in den Bauvorschriften nicht geregelt war, musste eine Zustimmung im Einzelfall durch das Bundesbahn-Zentralamt München erfolgen. Hierzu waren umfangreiche Untersuchungen und Stellungnahmen erforderlich.
Die Montage der Brücke erfolgte durch abschnittsweisen Zusammenbau von fünf Querschnittsteilen mit je 22 m Länge am nördlichen Widerlager sowie anschließendes Einschieben des Stahlhohlkastens mit dem Taktschiebeverfahren. Die Ortbetonplatte wurde mit einem Schalwagen in Abschnitten von 16 m Länge nachträglich hergestellt.

### Gestaltung der Eisenbahnbrücke
Die gewünschte Vermeidung einer optischen Beeinträchtigung der Werratal-Landschaft und der Denkmalschutz der benachbarten Autobahnbrücke führten zu einer ungewöhnlichen Gestaltung der Bahnbrückenpfeiler. Es wurde die seit der Moderne selten angewandte denkmalpflegerische Methode der Stilangleichung angewendet: Pfeilerform und Verkleidung mit Sandsteinplatten wurden dem rund 50 Jahre älteren Vorbild der Autobahnbrücke genau angeglichen.

Die Eisenbahnbrücke von 1986–89
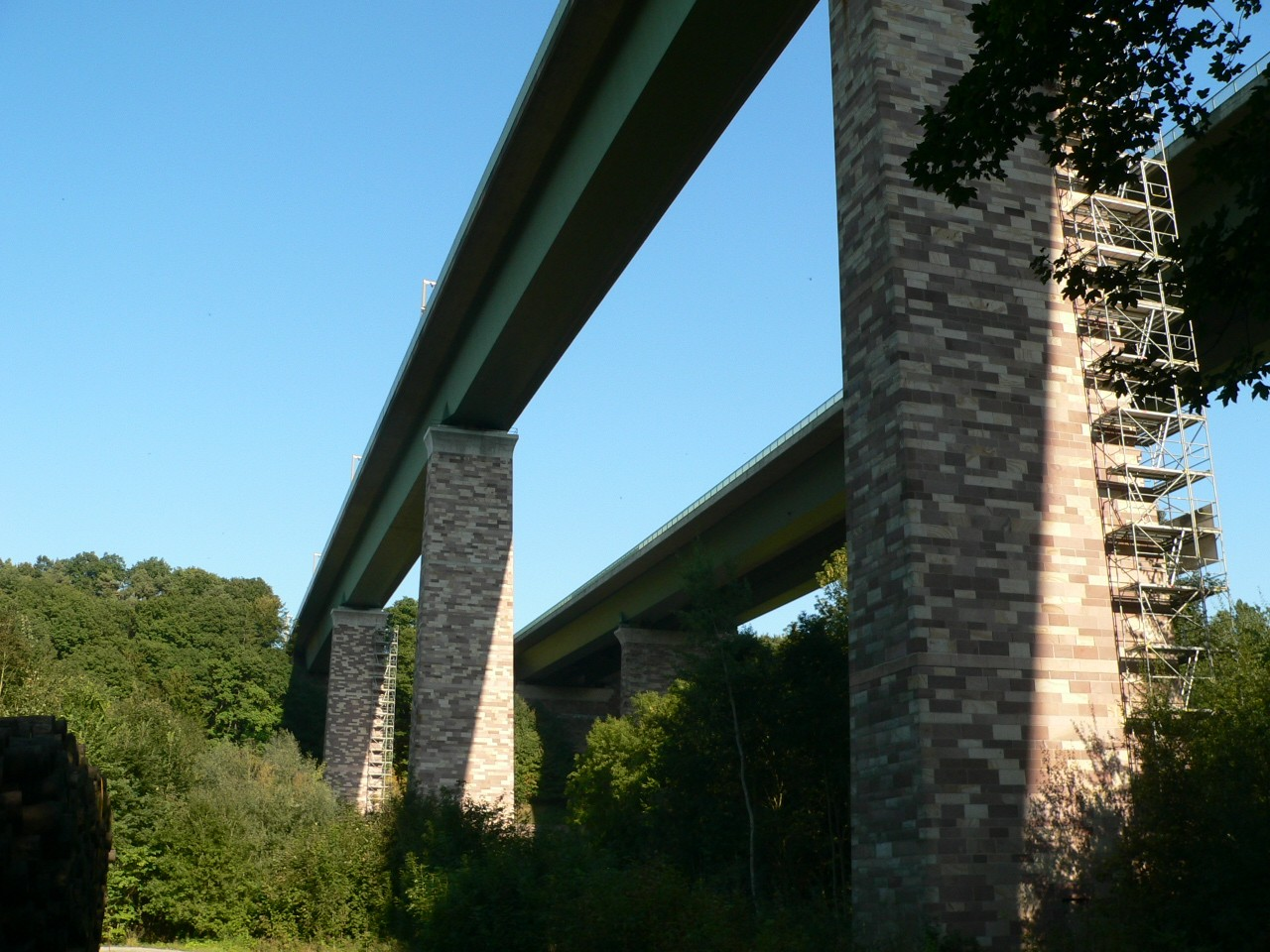
Instandsetzungsarbeiten an der Pfeilerverkleidung der Eisenbahnbrücke (2006)
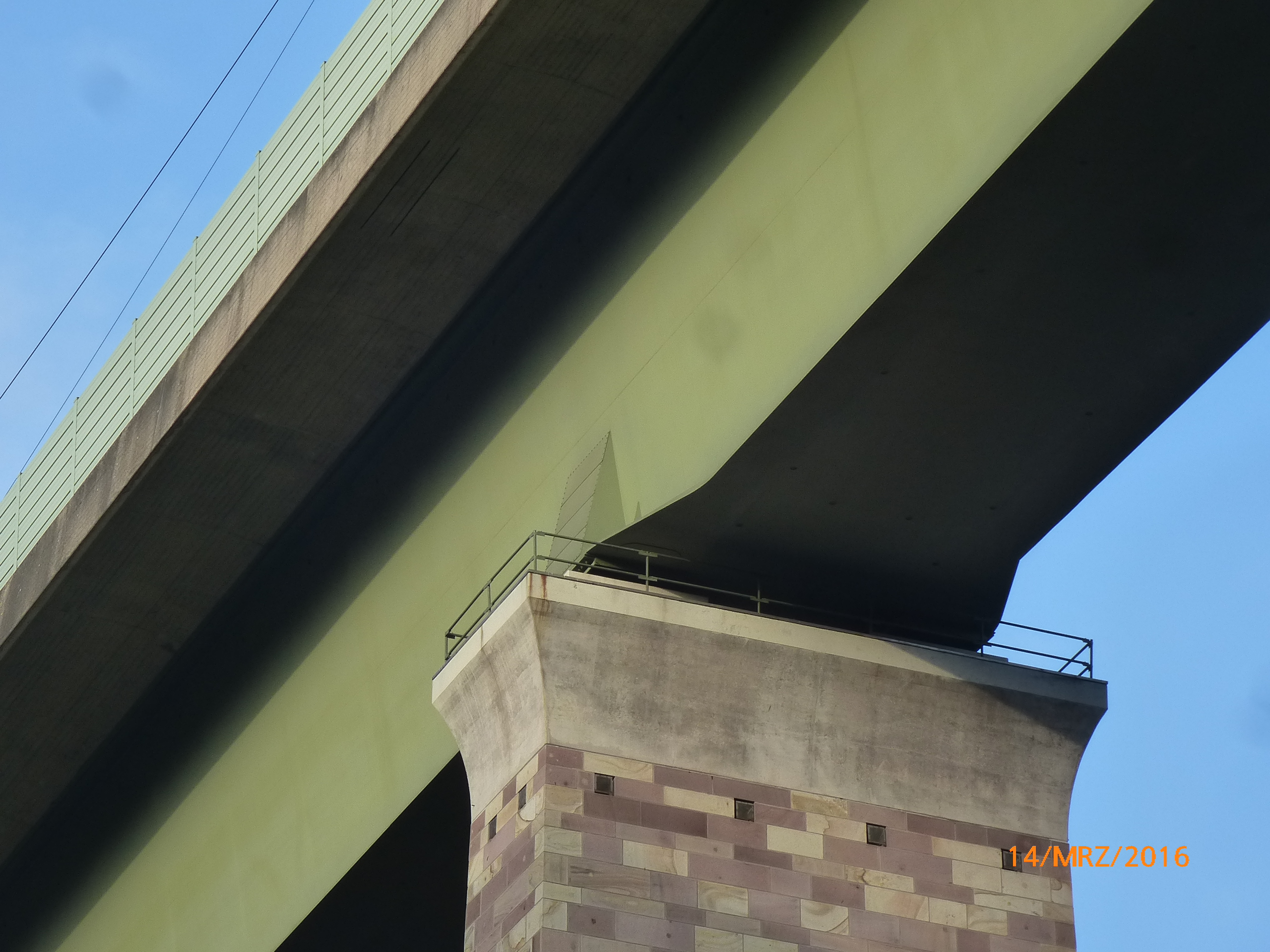
Eisenbahnbrücke und Pfeilerkopf von unten (2016)
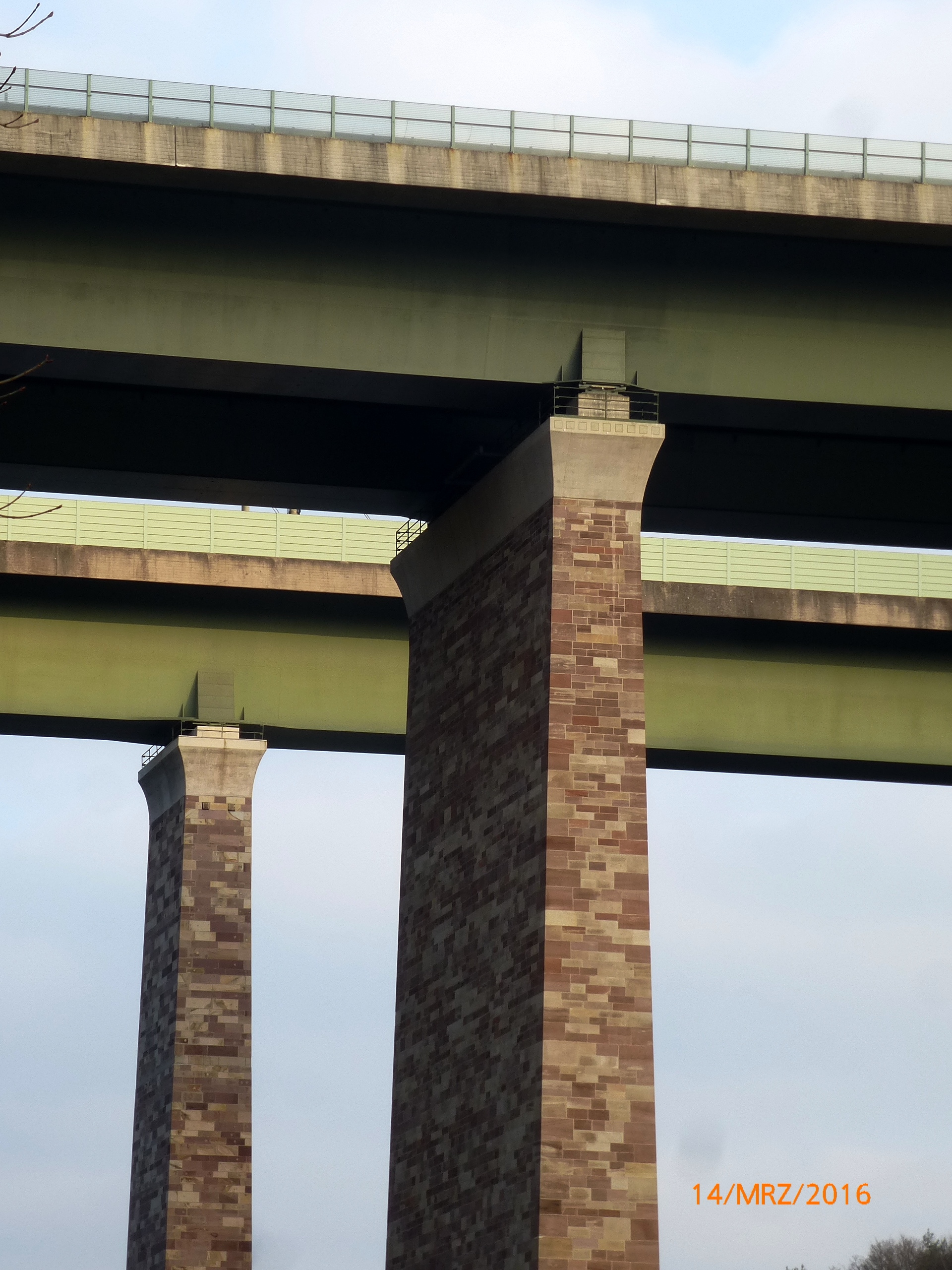
Die beiden gestalterisch angeglichenen ‚Zwillingsbrücken‘, vorne die Autobahnbrücke von 1937/1950–52, hinten die Eisenbahnbrücke von 1986–89 (2016)
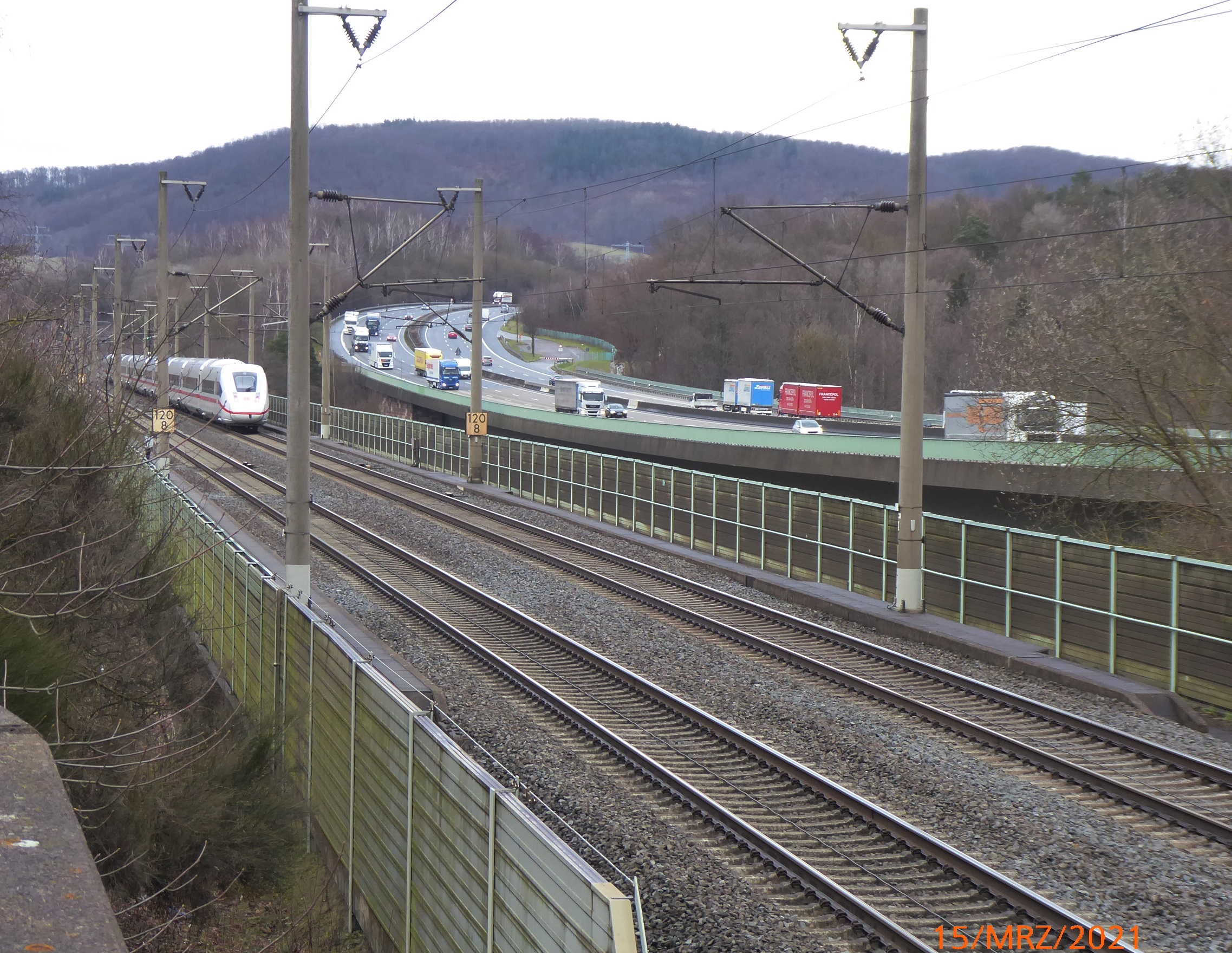
Blick von Süden auf die Bahnbrücke (2021)

## Sonstiges

### Informationstafel und „WERRA“-Stein

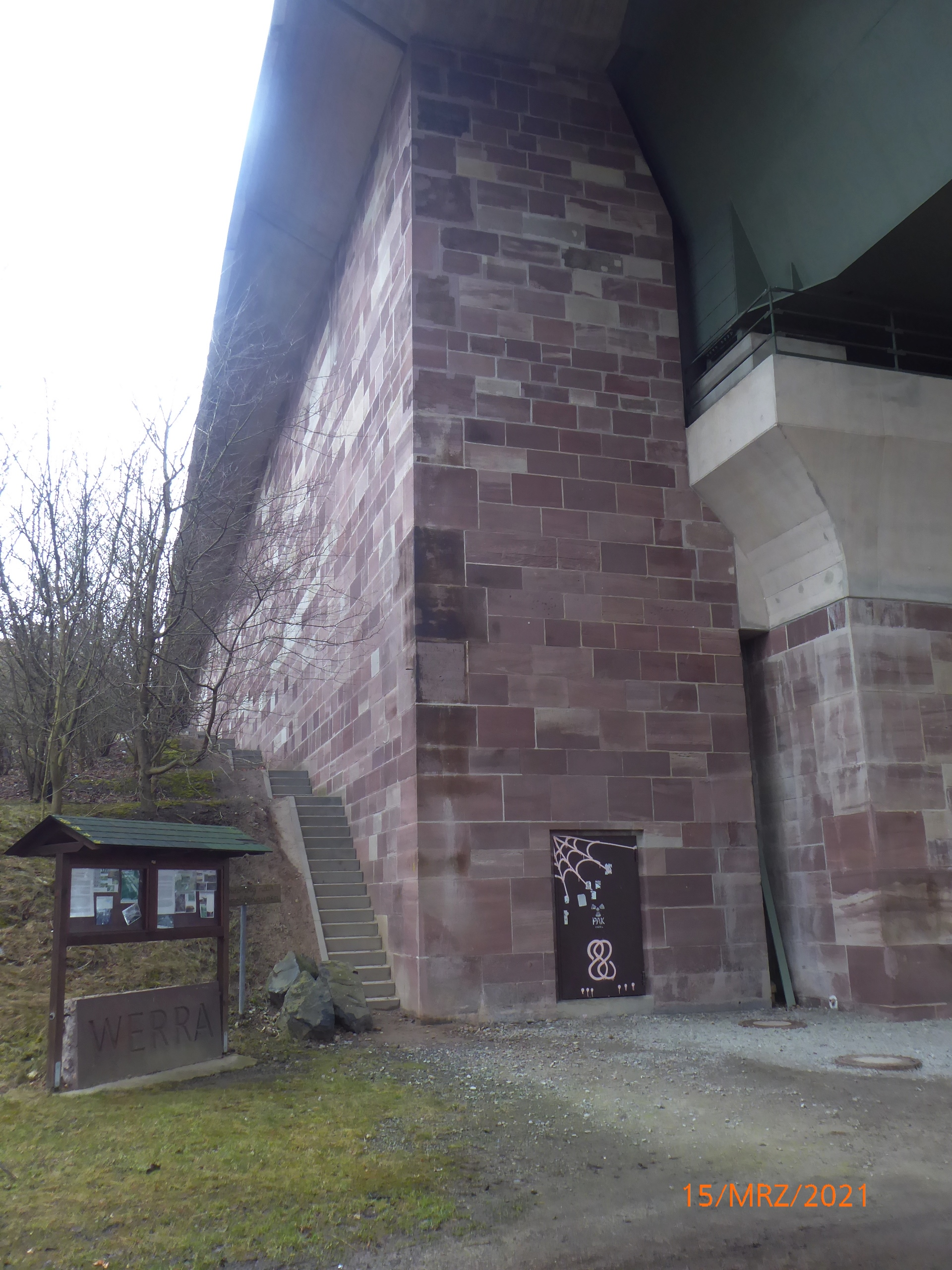
Nördliches Autobahnbrücken-Widerlager mit Schautafel und „WERRA“-Inschriftenstein (2021)

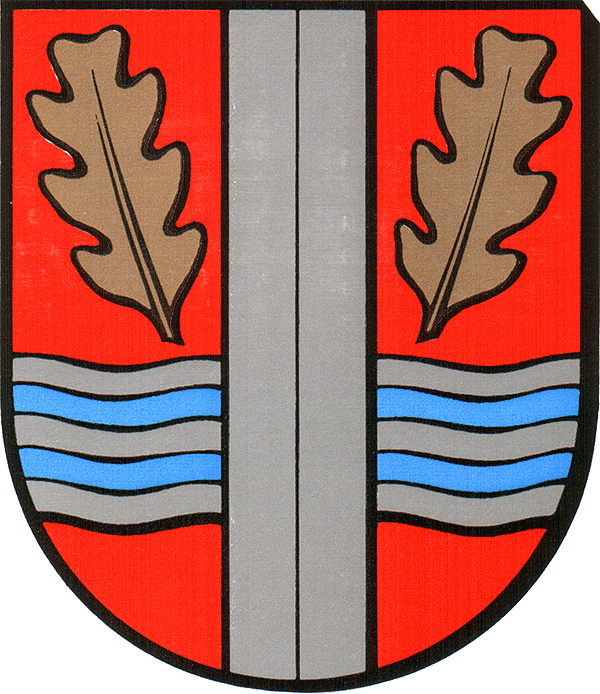
Wappen des Dorfes Laubach mit stilisierter Autobahn-Darstellung

Unterm 1993 umgebauten, nördlichen Autobahnbrücken-Widerlager hat der Heimat- und Kulturverein Lippoldshausen 2007 einen Schaukasten mit Informationen zur Geschichte der Werratalbrücken eingerichtet. Unter dem Schaukasten befindet sich einer der originalen „WERRA“-Inschriftensteine, die ursprünglich 1937 seitlich der Fahrbahn an den Brückenköpfen standen.

### Autobahn im Dorfwappen
500 m südlich und in Sichtweite der Werratalbrücken befindet sich am Talhang das Dorf Laubach, das seit 1973 Ortsteil von Hann. Münden ist. Seit dem Brückenbau von 1937 ist es vom Anblick und Lärm der Autobahn geprägt. Das Dorf gab sich 1962 ein von dem Heraldiker Heinz Hartung aus Hann. Münden gestaltetes Wappen, das die Autobahn zeigt. Es ist das erste Wappen in Deutschland, auf dem eine Autobahn erscheint.

### Unfallschwerpunkt Autobahnbrücke

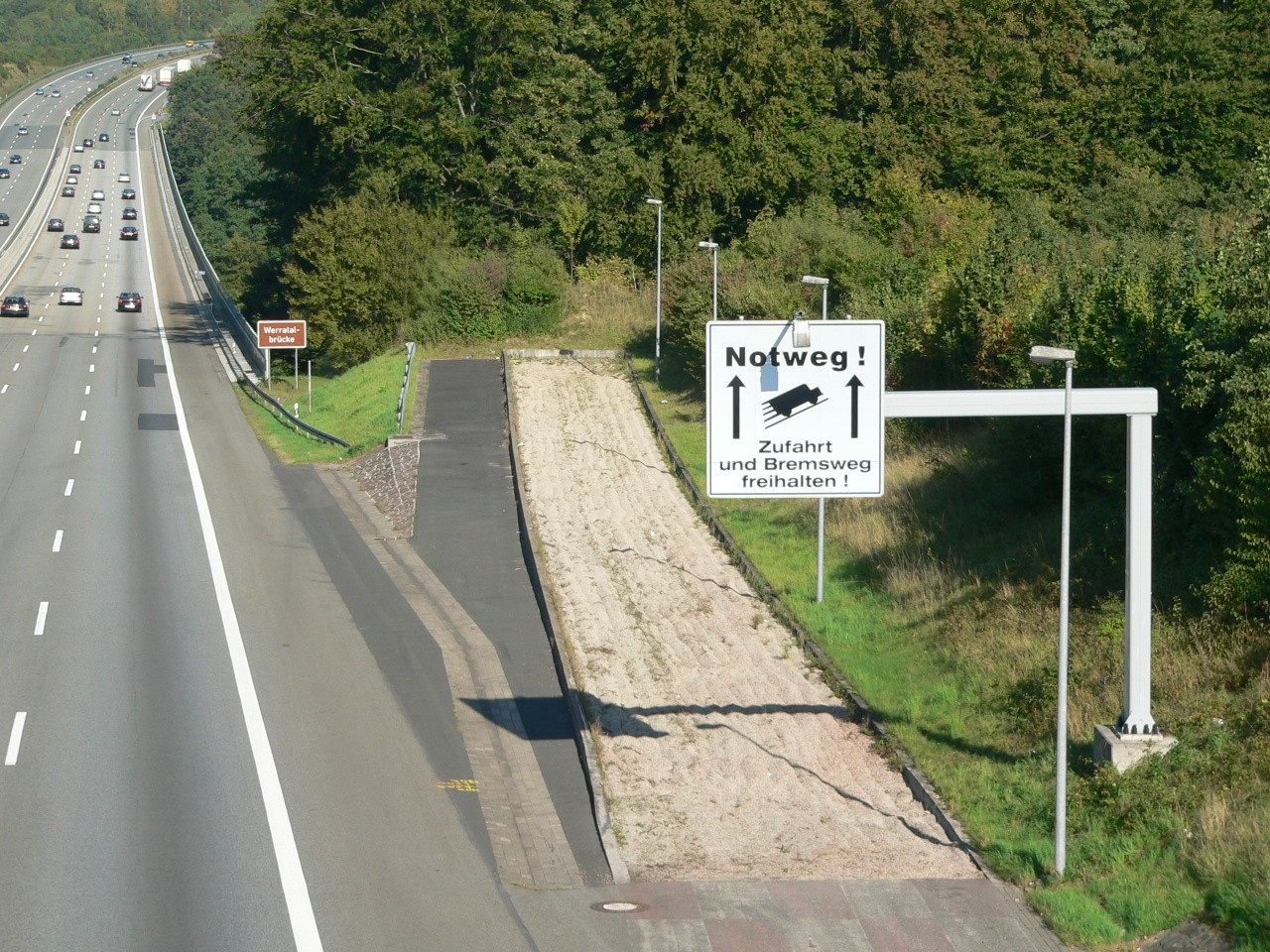
Notbremsweg am Laubacher Berg (2006)

Schon bald nach der Verkehrseröffnung von 1937 stellte sich heraus, dass die Autobahnbrücke hätte höher gelegt werden müssen, da die steilen Rampen an beiden Seiten der Brücke den damaligen Fahrzeugen große Probleme bereiteten. Die hügelige Autobahntrasse senkt sich rund 70 bzw. 120 m herab, um das Brückenniveau zu erreichen. Der Laubacher Berg gehört mit 8 Prozent Steigung zu den steilsten Autobahnabschnitten in Deutschland.

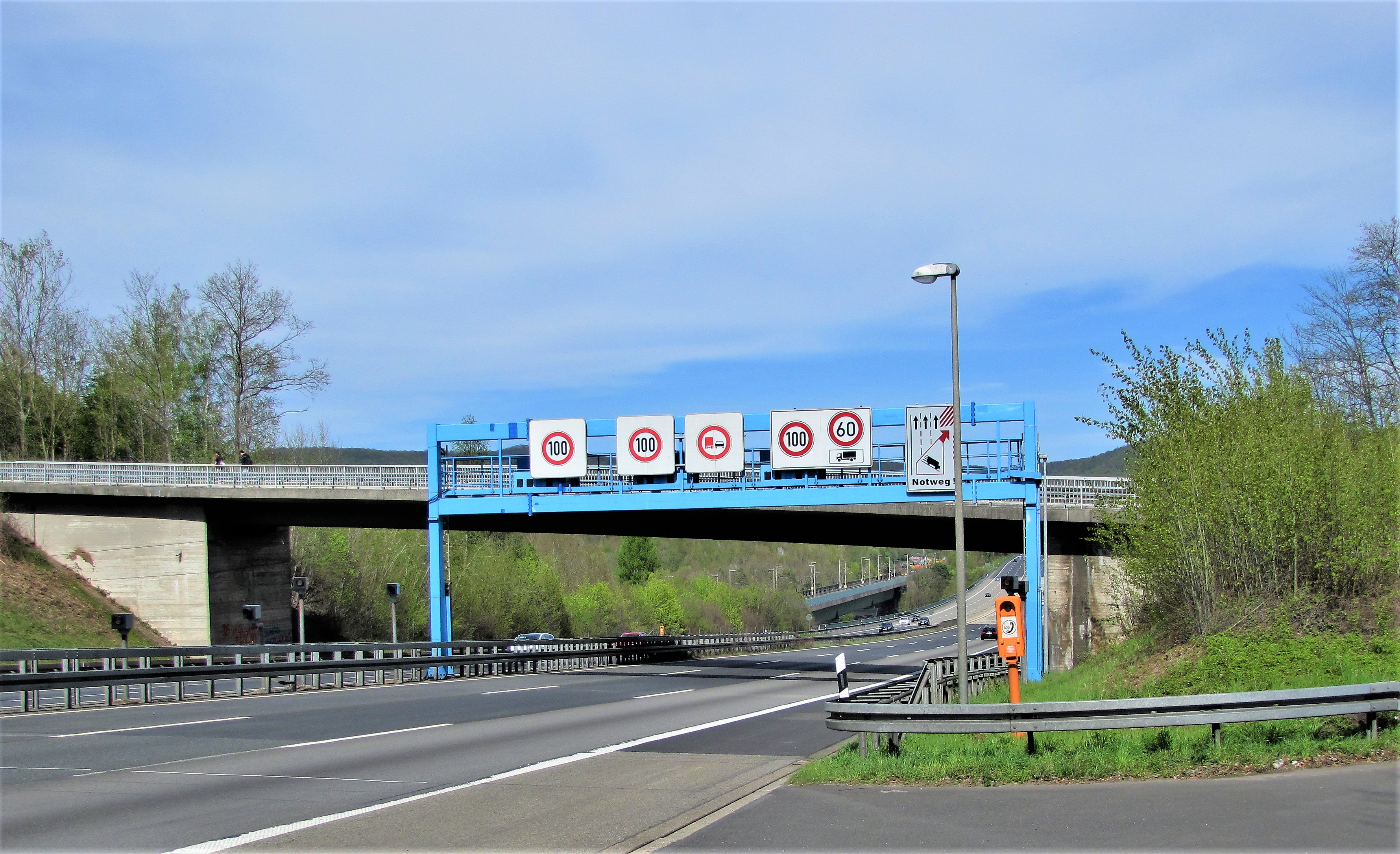
Geschwindigkeits-Überwachungsanlage (2021)

Heutzutage bewältigen Kraftfahrzeuge die Steigungen zwar meistens gut, dennoch gibt es für Lkw Steigungsprobleme und vor allem talabwärts gefährliche Geschwindigkeitsüberschreitungen. Dem dadurch entstandenen Unfallschwerpunkt wird durch ein Tempolimit auf 100 km/h (60 km/h für Lkw) und am Laubacher Berg eine 1996 fest installierte Geschwindigkeits-Überwachungsanlage begegnet, die als der „Star unter Niedersachsens Blitzern“ allein 2015 von 48.000 Verkehrssündern Bußgelder in Höhe 4,8 Millionen Euro einbrachte. Außerdem wurde 1995 am Laubacher Berg talabwärts der einzige Notbremsweg für Lastkraftwagen in Niedersachsen eingerichtet.

### Drehort Autobahnbrücke
Die Baustelle des Brückenwiederaufbaus war ein Drehort des 1952 aufgeführten deutschen Kinofilms „Tausend rote Rosen blühn“. Die Hauptfigur Andras Mahler (gespielt von O.W. Fischer) hatte als Ingenieur den Auftrag, eine Brücke in Südamerika zu bauen.

Bildergalerie: Die Werratalbrücken im Landschaftsraum
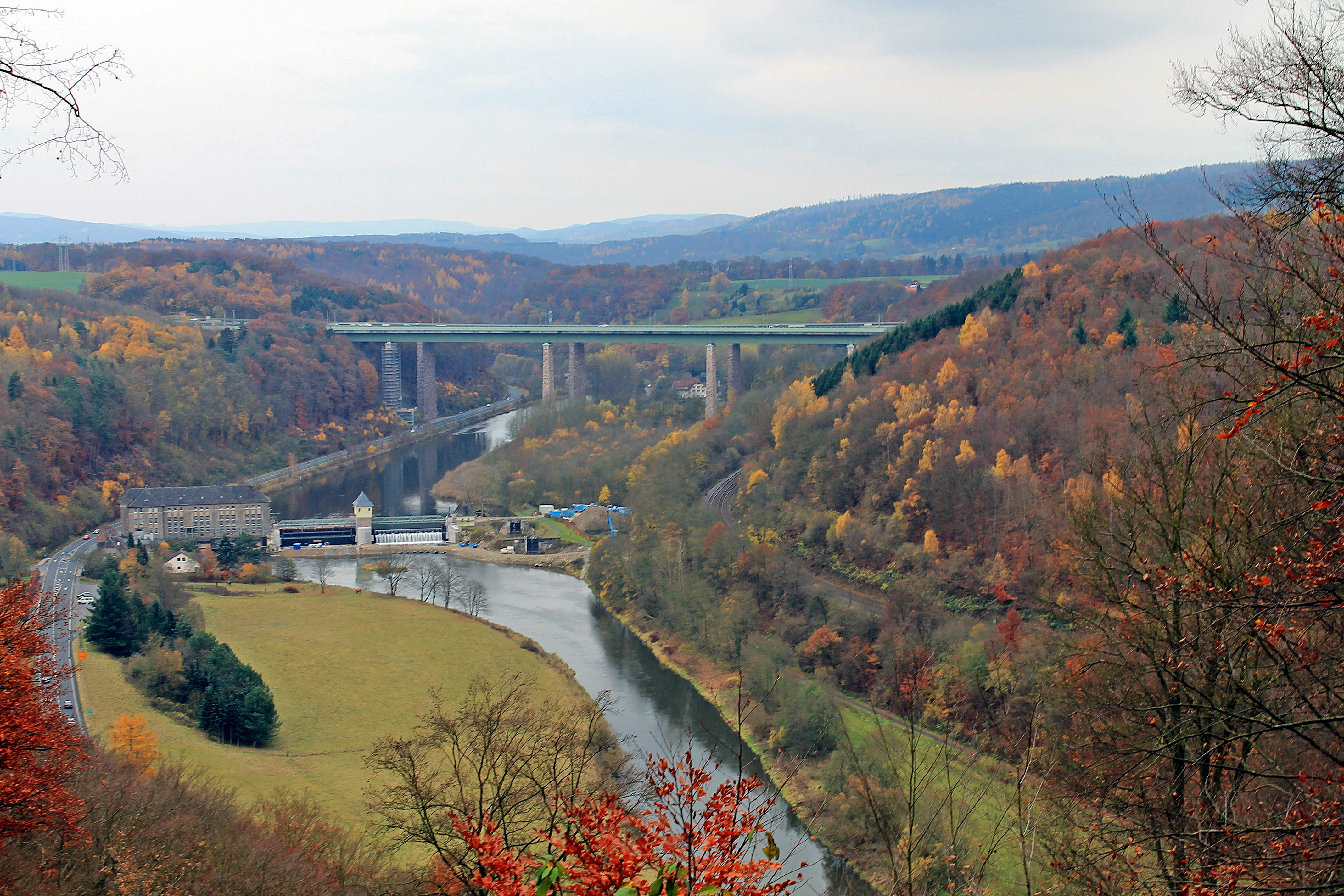
Blick von der Kramberg-Schutzhütte nach Südosten ins Werratal, im Mittelgrund das Wasserkraftwerk Letzter Heller (2012)
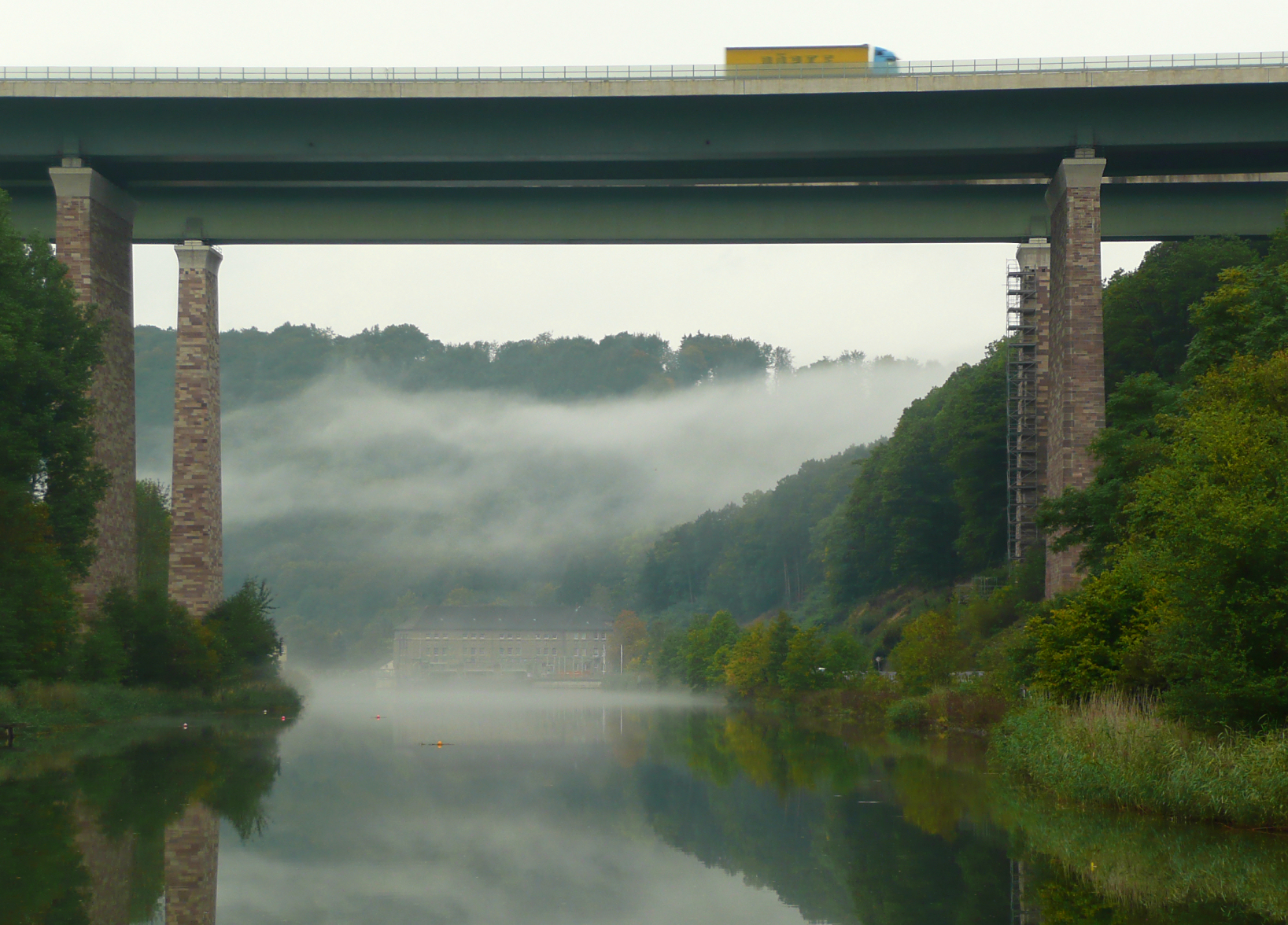
Die Brücken über dem nebeligen Flusstal der Werra (2010)

### Autobahnbrücke
- I[mmo] Zillinger: Die Autobahnbrücke über das Werratal bei Hann. Münden. In: Der Bauingenieur, Jg. 18, Heft 23/24 vom 18. Juni 1937 (Digitalisat, abgerufen am 12. März 2021), S. 319–332. (Mit zahlreichen Fotos und Plänen)
- Immo Zillinger: Brücken der Reichsautobahn Göttingen-Kassel-Kirchheim-Alsfeld. In: Die Strasse, 1937, S. 343–348, hier S. 343 ff. (Mit Beschreibung, Foto und Plan der Werratalbrücke.)
- Günter Schulz: Bodengestaltung und geologischer Aufbau der Landschaft an der Reichsautobahn Hannover-Kassel-Gießen. In: Die Strasse, 1937, S. 342–343.
- Ernst K. Reyer: Reichsautobahn Kassel-Göttingen, in: Der Henschelstern (Henschel Werkszeitschrift), Kassel 1937, S. 72–76. (Mit Beschreibung der kurz vor ihrer Fertigstellung befindlichen „gigantischen Werratalbrücke“ und der Baustelle.)
- Walter Ostwald: Eine schöne und wichtige Autobahnverbindung. In: Die Strasse, 1938, S. 491–492. (Erwähnt S. 491 f. das „reizvolle Werratal [bemerkenswerte Reichsautobahnbrücke]“.)
- Hellmuth Oeser: Das Werrabauwerk bei Hann.-Münden. In: Die Bautechnik, Jg. 16, 1938, Heft 23/24 vom 3. Juni 1938 (Digitalisat, abgerufen am 30. März 2021), S. 292–306. (Mit zahlreichen Fotos und Plänen.)
- Dr.-Ing. Wendt: Die Werrabrücke bei Hedemünden. In: Tecklenburgs Heimatkalender. Ein Jahrbuch für das niedersächsische Bergland, Jg. 29, 1938, S. 19–20. (Mit historischen Fotos und technischen Angaben.)
- Helmut Woite: Reichsautobahn Hannover-Kassel-Hersfeld. In: Die Strasse, 1939, S. 480–485.
- U. Seetzen: Die Autobahnbrücke über die Werra bei Hedemünden. In: Bautechnik, Jg. 30, 1953, Nr. 1, S. 1–8.
- Claudia Windisch-Hojnacki: Die Reichsautobahn. Konzeption und Bau der RAB, ihre ästhetischen Aspekte, sowie ihre Illustration in Malerei, Literatur, Fotografie und  Plastik. Dissertation Universität Bonn 1989.
- Handbuch der deutschen Kunstdenkmäler / Georg Dehio. Niedersachsen, Bremen. Bearbeitet von Gerd Weiß u. a., Deutscher Kunstverlag, Berlin / München 1992, ISBN 3-422-03022-0, S. 830.
- Bundesministerium für Verkehr: Brücken der Bundesfernstraßen 1994. Verkehrsblatt-Verlag, Dortmund 1994, ISBN 3-89273-070-9.
- Werner Seim, Uwe Pfeiffer: Ingenieurbauwerke in Hessen, in: Brücken. Historische Wege über den Fluss, 13. Kasseler Technikgeschichtliches Kolloquium, Hrsg. Frank Tönsmann, Kassel 2006, ISBN 978-3-89958-117-1, S. 93–101, hier S. 97 ff. (Brückenerfassung am Beispiel der nicht in Hessen stehenden Werratal-Autobahnbrücke.)
- [Gerd] Lüesse, Klepp, Freystein: Werratalbrücke Hedemünden, Dokumentation anlässlich der Fertigstellung im November 1993. Hrsg. Der Bundesminister für Verkehr; der Minister für Wirtschaft, Technologie und Verkehr des Landes Niedersachsen, 1993.
- Werratalbrücke Hedemünden im Zuge der BAB A7. Hrsg. Abteilung Brücken- und Ingenieurbau des Niedersächsischen Landesamtes für Straßenbau Hannover und des Straßenneubauamtes Northeim, 1993.
- Britta Eichner-Ramm: 70 Jahre Autobahn Göttingen–Kassel, Zeitzeugen berichten. Verlag Göttinger Tageblatt, Göttingen 2008 (Erweiterter Sonderdruck der Serie „70 Jahre Autobahn Göttingen–Kassel, Zeitzeugen berichten“, die 2007 im Göttinger Tageblatt und Eichsfelder Tageblatt erschien.) – Enthält zahlreiche Geschichten und Abbildungen zur Autobahnbrücke: S. 30–39, 50, 64 f., 70, 79, 90, 92 f., 95 f.
- Gerd Lüesse: Der konstruktive Ingenieurbau im überörtlichen Straßennetz Niedersachsens 1945 bis 2010. Fakten – Entwicklungen – Erfahrungen – Erkenntnisse aus der Arbeit der niedersächsischen Straßenbauverwaltung. Jefen-Verlag, Osnabrück 2014, ISBN 978-3-00-045922-1, S. 267.

### Eisenbahnbrücke
- Knut Reimers, Wilhelm Linkerhägner: Wege in die Zukunft. Neubau- und Ausbaustrecken der DB. Hestra Verlag, Darmstadt 1987, ISBN 3-7771-0200-8.

### Beide Brücken
- Werratalbrücken Hann. Münden, auf Architektur Bild Archiv (Luftbilder von 2016)
- Das Wunderwerk über der Werra, auf regiowiki.hna (Memento vom 19. Januar 2020 im Internet Archive)
- Werratalbrücke Autobahn ICE Trasse, auf Youtube (Luftbildfilm von Steffen Bredemeier, Länge 2:18 min)

### Autobahnbrücke
- Werratalbrücke Hedemünden im Denkmalatlas Niedersachsen
- Straßen der Vergangenheit – Die Reichsautobahnen 1933 bis 1945. Trailer, auf Youtube, abgerufen am 14. März 2021. (Filmaufnahme Ende der 1930er Jahre: bei 0:39 min Autobahnfahrt von Norden auf die Werratalbrücke zu)
- Werratalbrücke Hedemünden, auf Structurae (behandelt die Brücke der 1930er Jahre, mit historischem Foto vor 1945 und zwei Plänen aus Zillinger: Autobahnbrücke, 1937).
- Das Wunderwerk über der Werra, auf regiowiki.hna (Memento vom 19. Januar 2020 im Internet Archive) (Baugeschichte der 1930er Jahre, Bericht zum Richtfest 1936, Baustellenbilder)
- Die Werratalbrücke wird zur Todesfalle (Memento vom 7. Mai 2021 im Internet Archive), auf regiowiki.hna (Mit Fotos der 1945 zerstörten Brücke sowie der britischen Behelfsbrücke)
- Werratalbrücke Hedemünden, auf Structurae, (Behandelt die Wiederaufbau-Brücke von 1950–52, mit Baustellenbildern)

### Eisenbahnbrücke
- Werratalbrücke Hedemünden (Bahn), auf Structurae.
- Werratalbrücke Münden (NBS), auf brueckenweb.